# 西安市越剧团
西安市越剧团，中国越剧团体，位于陕西省西安市，已经撤销。1956年1月，以原上海新新越剧团为基础创建该越剧团。著名演员有高剑琳、许瑞春、姚月红、曹玉珍、胡少鹏、胡佩娣、胡申棉、张明芬等。1988年，剧团撤销。该剧团曾是中国北方地区影响较大的越剧团体之一。